# Wilfredo Rivera
 (février 2024).
Si vous disposez d'ouvrages ou d'articles de référence ou si vous connaissez des sites web de qualité traitant du thème abordé ici, merci de compléter l'article en donnant les références utiles à sa vérifiabilité et en les liant à la section « Notes et références ».
Wilfredo Rivera, né le 14 octobre 2003 à San Juan à Porto Rico, est un footballeur international portoricain jouant au poste d’attaquant a l’Academia Quintana.

## Biographie

### Carrière en club
Né à San Juan à Porto Rico, Wilfredo Rivera est formé par l'Academia Quintana, le Clay County SC, le Jacksonville FC puis Orlando City. 
C'est avec Orlando City B, équipe réserve d'Orlando City qu'il fait ses débuts en professionnel, jouant son premier match le 2 août 2020, lors d'une rencontre de championnat face au Tormenta de South Georgia. Titulaire lors de cette rencontre, il est remplacé par Aleksandar Gluvačević à la 77e. Orlando City B s'incline sur le score de deux buts à zéro. Six jours plus tard, il inscrit son premier but pour le club pendant une rencontre de championnat face au Revolution II de la Nouvelle-Angleterre. Son équipe s'impose sur le score de deux buts à zéro.

### Carrière internationale
Il reçoit sa première sélection en équipe de Porto Rico le 19 janvier 2021, contre la République dominicaine. Lors de cette rencontre amicale, Porto Rico s'impose sur le score d'un but à zéro.